# Scooter Forever
Scooter Forever è il diciannovesimo album in studio del gruppo musicale tedesco Scooter, pubblicato il 1 settembre 2017.

## Tracce
CD 1
1. Foreplay – 1:44
2. In Rave We Trust - Amateur Hour – 3:16
3. Bora! Bora! Bora! – 3:12
4. My Gabber – 2:55
5. Wall of China (See the Light) – 4:08
6. Shooting Stars (Movi It to the Left) – 3:46
7. When I'm Raving – 3:12
8. Scooter Forever – 3:22
9. As the Years Go By – 2:59
10. Wild and Wicked – 2:59
11. The Roof – 3:22
12. Kiss Goodnight – 4:00
13. Kill the Cat – 3:32
14. The Darkside – 2:55
15. Always Look on the Bright Side of Life – 2:18

Durata totale: 47:40
CD 2
1. Universal Nation – 4:31
2. Symmetry C – 3:41
3. Unfuture – 3:14
4. The First Rebirth – 4:08
5. Sacred Cycles – 3:23
6. Burning Phibes – 3:46
7. Lost in Love – 3:32
8. The House of House – 3:54
9. Lost in Space – 3:56
10. Tales of Mystery – 3:19

Durata totale: 37:24

## Classifiche
| Classifica (2017) | Posizione raggiunta |
| ----------------- | ------------------- |
| Austria           | 17                  |
| Repubblica Ceca   | 11                  |
| Germania          | 8                   |
| Ungheria          | 4                   |
| Polonia           | 20                  |
| Svizzera          | 32                  |
| Regno Unito       | 5                   |